# Garang Kuol
Garang Mawien Kuol (Kairó, 2004. szeptember 15. –) egyiptomi születésű ausztrál válogatott labdarúgó, a holland Volendam játékosa kölcsönben az angol Newcastle United csapatától.

## Pályafutása

### Klubcsapatokban

#### Central Coast Mariners
2021-ben a Goulburn Valley Suns korosztályos csapatától került a Central Coast Mariners csapatához. 2021. december 21-én góllal mutatkozott be a felnőttek között az APIA Leichhardt elleni kupa találkozón. 2022. április 5-én a bajnokságban is góllal debütált a Wellington Phoenix ellen 5–0-ra megnyert mérkőzésen. Az első hét bajnoki mérkőzésén négy gólt szerzett csereként. 2022 júniusában két éves profiszerződést kötött a klubbal. November 13-án duplázott a Western United ellen 3–2-re elvesztett bajnoki mérkőzésen.

#### Newcastle United
2022 szeptemberében jelentették be hogy előszerződést kötött az angol Newcastle United csapatával, amelyhez 2023 januárjéban fog csatlakozni.

#### Hearts (kölcsönben)
2023. január 12-én a szezon végéig kölcsönbe került a skót Heart of Midlothian csapatához. Másnap a St Mirren ellen debütált a 77. percben Barrie McKay cseréjeként. Május 24-én a Rangers ellen megszerezte első bajnoki gólját a 2–2-re végződő találkozón. Június végén visszatért a Newcastle  csapatához.

#### Volendam (kölcsönben)
2023. augusztus 8-án a Volendam egy szezonra kölcsönben szerződtette.

### A válogatottban
2022 szeptemberében hívták be az U20-as válogatott edzőtáborába, ahol látványos gólokat szerzett. Októberben meghívót kapott a 2023-as U20-as Ázsia-bajnokság selejtező találkozóira. Október 16-án góllal debütált India ellen.
2022 szeptemberében először kapott meghívót a felnőtt válogatottba az Új-Zéland elleni felkészülési mérkőzésekre. 18 évesen és 10 naposan mutatkozott be, amivel a 6. legfiatalabb debütáló lett a válogatott történelmében, valamint Harry Kewell óta az első. Novemberben bekerült a 2022-es labdarúgó-világbajnokságra utazó keretbe. November 22-én a csoportkör első mérkőzésén Franciaország ellen csereként lépett pályára, amivel ő lett a legfiatalabb játékos Ausztrália válogatottjában, aki világbajnokságon szerepelt, és a kilencedik legfiatalabb, aki valaha is pályára léphet egy világbajnokságon. Argentína ellen is csereként lépett pályára a nyolcaddöntőkben, amivel Pelé óta a legfiatalabb játékos lett, aki a világbajnokság egyenes kieséses szakaszában pályára lépett. 2023. március 24-én megszerezte első válogatott gólját Ecuador ellen 3–1-re megnyert felkészülési találkozón.

## Család
Egyiptomban született dél-szudáni szülők gyermekeként. Családja elmenekült Szudánból, majd egy évig Egyiptomban tartózkodott, mielőtt Ausztráliába költöztek volna. A Victoria állambeli Shepparton városában telepedtek le. Testvére Alou Kuol is profi labdarúgó, a német VfB Stuttgart játékosa.

## Statisztika

### Klub
2023. június 6-án frissítve.
| Klub                   | Szezon   | Bajnokság | Bajnokság | Kupa  | Kupa | Ligakupa | Ligakupa | Nemzetközi | Nemzetközi | Egyéb | Egyéb | Összesen | Összesen |
| Klub                   | Szezon   | Meccs     | Gól       | Meccs | Gól  | Meccs    | Gól      | Meccs      | Gól        | Meccs | Gól   | Meccs    | Gól      |
| ---------------------- | -------- | --------- | --------- | ----- | ---- | -------- | -------- | ---------- | ---------- | ----- | ----- | -------- | -------- |
| Central Coast Mariners | 2021–22  | 9         | 4         | 3     | 1    | —        | —        | —          | —          | —     | —     | 12       | 5        |
| Central Coast Mariners | 2022–23  | 9         | 2         | 1     | 0    | —        | —        | —          | —          | —     | —     | 10       | 2        |
| Central Coast Mariners | Összesen | 18        | 6         | 4     | 1    | 0        | 0        | 0          | 0          | 0     | 0     | 22       | 7        |
| Newcastle United       | 2022–23  | —         | —         | —     | —    | —        | —        | —          | —          | —     | —     | —        | —        |
| Newcastle United       | Összesen | 0         | 0         | 0     | 0    | 0        | 0        | 0          | 0          | 0     | 0     | 0        | 0        |
| Hearts (kölcsönben)    | 2022–23  | 8         | 1         | 1     | 0    | —        | —        | —          | —          | —     | —     | 9        | 1        |
| Hearts (kölcsönben)    | Összesen | 8         | 1         | 1     | 0    | 0        | 0        | 0          | 0          | 0     | 0     | 9        | 1        |
| Volendam               | 2023–24  | 0         | 0         | 0     | 0    | —        | —        | —          | —          | —     | —     | 0        | 0        |
| Volendam               | Összesen | 0         | 0         | 0     | 0    | 0        | 0        | 0          | 0          | 0     | 0     | 0        | 0        |
| Összesen               | Összesen | 26        | 7         | 5     | 1    | 0        | 0        | 0          | 0          | 0     | 0     | 31       | 8        |

### A válogatottban
| Válogatott | Év       | Pályára lépés | Gól |
| ---------- | -------- | ------------- | --- |
| Ausztrália | 2022     | 3             | 0   |
| Ausztrália | 2023     | 2             | 1   |
| Összesen   | Összesen | 5             | 1   |

#### Góljai a válogatottban
| # | Időpont           | Helyszín                                   | Ellenfél | Gólok | Eredmény | Kiírás              |
| - | ----------------- | ------------------------------------------ | -------- | ----- | -------- | ------------------- |
| 1 | 2023. március 24. | Western Sydney Stadion, Sydney, Ausztrália | Ecuador  | 3–1   | 3–1      | Barátságos mérkőzés |